# Will Smallbone
Will Smallbone, né le 21 février 2000 à Basingstoke en Angleterre, est un footballeur international irlandais qui évolue au poste de milieu de terrain à Southampton FC.

## Biographie

### En club
Le 21 février 2017, Will Smallbone signe son premier contrat professionnel avec son club formateur. Il fait sa première apparition en professionnel le 4 janvier 2020, lors d'une rencontre de coupe d'Angleterre face à Huddersfield Town. Titularisé ce jour-là, il inscrit également son premier but, d'une demi-volée du gauche, et son équipe s'impose par deux buts à zéro. Smallbone joue son premier match de Premier League le 22 février 2020 contre Aston Villa. Il est titularisé lors de cette rencontre, que son équipe remporte par deux buts à zéro.
En janvier 2021, Smallbone se blesse sévèrement aux ligaments du genou, et son absence est estimée à au moins six mois.
Le 23 juillet 2022, Will Smallbone rejoint Stoke City, en deuxième division anglaise, sous la forme d'un prêt d'une saison,.
Smallbone marque son premier but pour Stoke le 15 octobre 2022, contre Preston North End. Titulaire, il ouvre le score et participe à la victoire de son équipe par deux buts à zéro.
De retour à Southampton pour la saison 2023-2024, Smallbone se fait notamment remarquer en inscrivant un but le 30 septembre face à Leeds United. Il est titularisé et son équipe s'impose par trois buts à un.

### En sélection nationale
Avec les moins de 19 ans irlandais, il inscrit un doublé face à la Roumanie en mars 2019. Ce match gagné sur le large score de 5-0 rentre dans le cadre des éliminatoires du championnat d'Europe des moins de 19 ans 2019.
En août 2020, il reçoit sa première convocation avec l'équipe d'Irlande espoirs. Il joue finalement son premier match avec les espoirs le 13 octobre 2020, face à l'Italie. Il est titularisé et son équipe s'incline sur le score de deux buts à zéro.